# Keeley Hawes

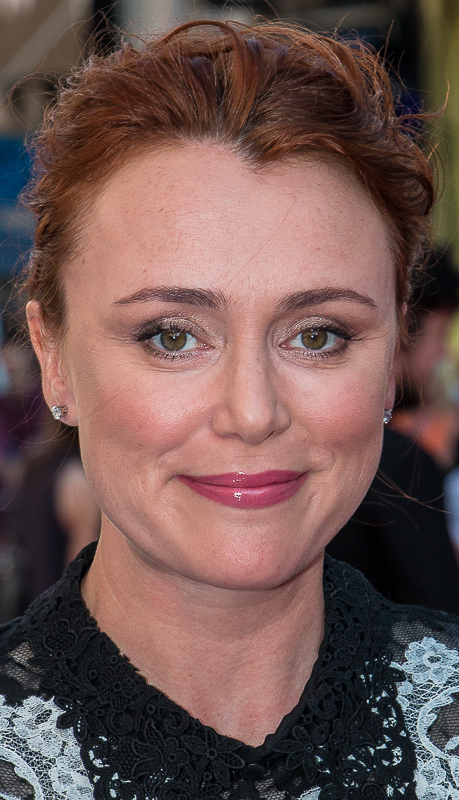
Keeley Hawes (2014)

Clare Julia „Keeley“ Hawes (* 10. Februar 1976 in Paddington, London) ist eine britische Schauspielerin.

## Leben und Karriere
Keeley Hawes wurde 1976 als Tochter eines Taxifahrers in London geboren. Sie besuchte die Sylvia Young Theatre School, wo sie zehn Jahre Unterricht in Sprechtechnik bekam. Diesem verdankt sie das Engagement als Synchronstimme in der britischen Zeichentrick-Lara-Croft-Serie fürs Fernsehen.
Im Dezember 2001 heiratete Hawes im Londoner Stadtteil Westminster Spencer McCallum, einen Karikaturisten, nachdem sie zwanzig Monate zuvor ihren ersten Sohn zur Welt gebracht hatte. Diese Ehe wurde acht Wochen später annulliert, nachdem sie sich in ihren Spooks-Schauspielkollegen Matthew Macfadyen verliebt hatte. Etwa einen Monat bevor die erste Tochter des Paares im Dezember 2004 geboren wurde, heirateten die beiden im November 2004 im Londoner Stadtteil Richmond upon Thames. Ihr zweites gemeinsames Kind – ein Sohn – wurde im September 2006 geboren.

## Filmografie (Auswahl)
- 1997: The Moonstone (Fernsehfilm)

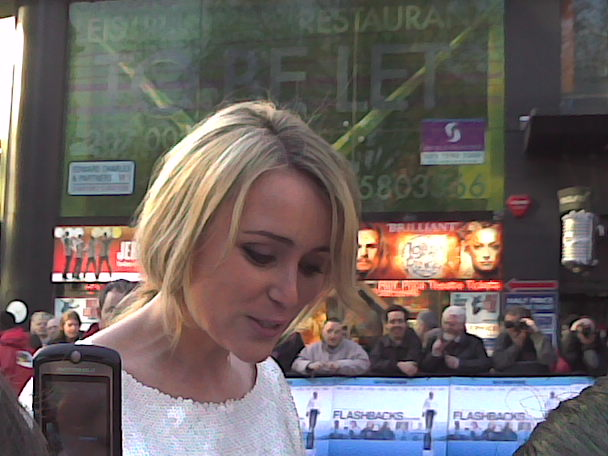
Hawes auf dem Londoner Leicester Square (2008)

- 1998: Mit Schirm, Charme und Melone (The Avengers)
- 1998: Our Mutual Friend (Miniserie, 4 Episoden)
- 1998: The Cater Street Hangman (Fernsehfilm)
- 1999: The Last September
- 1999: Wives and Daughters (Miniserie, 4 Episoden)
- 2000: Complicity
- 2001: Othello (Fernsehfilm)
- 2001: Hotel! (Fernsehfilm)
- 2002: Tipping the Velvet (Miniserie, 3 Episoden)
- 2002–2004: Spooks – Im Visier des MI5 (Spooks, Fernsehserie, 22 Episoden)
- 2004: The Murdoch Mysteries (Fernsehserie, 2 Episoden)
- 2005: Miss Marple: Ein Mord wird angekündigt (Marple: A Murder is Announced, Fernsehfilm)
- 2005: Under the Greenwood Tree (Fernsehfilm)
- 2005: ShakespeaRe-Told (Miniserie, eine Episode)
- 2005: A Cock and Bull Story
- 2006: Mein Freund auf vier Pfoten (After Thomas)
- 2006–2007: The Vicar of Dibley (Fernsehserie, 2 Episoden)
- 2007: Sterben für Anfänger (Death at a Funeral)
- 2008: Bank Job (The Bank Job)
- 2008–2010: Ashes to Ashes – Zurück in die 80er (Ashes to Ashes, Fernsehserie, 24 Episoden)
- 2008: Flashbacks of a Fool
- 2010/2012: Rückkehr ins Haus am Eaton Place Staffel 1&2 (Upstairs, Downstairs)
- 2013: Der Abenteurer – Der Fluch des Midas (The Adventurer: The Curse of the Midas Box)
- 2014: Doctor Who (Staffel 8, Folge 5 als Ms Delphox / Madame Karabraxos)
- 2014–2016: Line of Duty (Fernsehserie, 11 Episoden)
- 2015: High-Rise
- 2016: The Missing (Fernsehserie, 8 Episoden)
- 2016–2019: Die Durrells auf Korfu (The Durrells) (Fernsehserie, 26 Episoden)
- 2018: Bodyguard (Fernsehserie, 3 Episoden)
- 2018: Mrs. Wilson (Fernsehdreiteiler)
- 2019: Summer of Rockets (Fernsehserie, 6 Episoden)
- 2019: Year of the Rabbit (Fernsehserie, 6 Episoden)
- 2020: Die Misswahl – Der Beginn einer Revolution (Misbehaviour)
- 2020: Rebecca
- 2021: Finding Alice (Fernsehserie, 6 Episoden)
- 2021: To Olivia
- 2021: It’s a Sin (Fernsehserie, 5 Episoden)
- 2022: Crossfire – Tod in der Sonne (Crossfire)
- 2022: The Midwich Cuckoos (Fernsehserie, 7 Episoden)
- 2023: Orphan Black – Echoes (Fernsehserie, 10 Episoden)
- 2023: Stonehouse (Miniserie, 3 Episoden)
- 2024: Scoop – Ein royales Interview (Scoop)
- 2025: Miss Austen (Miniserie)

## Videospiele
- 2006: Tomb Raider: Legend (Lara Croft Synchronisation)
- 2007: Spooks Interactive (Zoe Reynolds)
- 2007: Robin Hood’s Quest (Maid Marian Synchronisation)
- 2007: Tomb Raider: Anniversary (Lara Croft Synchronisation)
- 2008: Tomb Raider: Underworld (Lara Croft Synchronisation)
- 2010: Lara Croft und der Wächter des Lichts (Lara Croft Synchronisation)
- 2014: Lara Croft und der Tempel der Osiris (Lara Croft Synchronisation)
- 2023: Tomb Raider Reloaded (Lara Croft Synchronisation)

## Auszeichnungen
Bei der alljährlichen Preisverleihung Women of the year der Zeitschrift Glamour erhielt Hawes 2008 für ihre Rolle der Alex Drake in Ashes to Ashes den Preis als Beste TV-Darstellerin.